# Molybdogompha biseriata
Molybdogompha biseriata är en fjärilsart som beskrevs av W. Warren 1897. Molybdogompha biseriata ingår i släktet Molybdogompha och familjen mätare. Inga underarter finns listade i Catalogue of Life.